# Isola Golomjannyj
L'isola Golomjannyj (in russo oстров Голомянный, ostrov Golomjannyj) è un'isola russa dell'arcipelago di Sedov che fa parte a sua volta dell'arcipelago di Severnaja Zemlja; si trova nel mare di Kara.
Amministrativamente fa parte del Tajmyrskij rajon del Territorio di Krasnojarsk, nel Distretto Federale Siberiano.

## Geografia
Golomjannyj è l'isola più occidentale dell'arcipelago di Sedov; è lunga 6 km e larga 1-2 km; la sua estremità ovest si chiama capo Promyslovyj (мыс Промысловый), il suo punto più alto, 26 m si trova nella parte est, dove uno stretto canale, gelato d'inverno, la separa dall'isola Srednij. A nord-est, al di là dello stretto dell'Armata Rossa si trova l'isola Krupskoj.
La superficie dell'isola è un altopiano, intersecato da depressioni poco profonde, le coste sono per lo più ripide, alte anche 12 metri. Il suolo
è composto da argille con inclusioni di calcare e ghiaia, 2 metri al di sotto inizia il permafrost. La vegetazione è scarsa, ma ci sono licheni e briofite, come pure il Papaver radicatum e una saxifraga.

## Clima
Dal 1954 è in funzione sull'isola una stazione di ricerca meteorologica (79°33′00″N 90°37′00″E).
L'estate è fresca, nuvolosa e umida. La temperatura media annuale è di -14,7 °C. Luglio è il mese più caldo con una temperatura media di 0,6 °C. Febbraio è il mese più freddo con una temperatura media di -28,7 °C; il minimo assoluto è -55 °C. La media delle precipitazioni annue è di 247 mm. Il vento dominante viene da sud-est, con una velocità media di 6 m/s. Il manto nevoso si forma a metà settembre e scompare alla fine di giugno .